# Плейн-Ділінг (Луїзіана)
Плейн-Ділінг (англ. Plain Dealing) — місто (англ. town) в США, в окрузі Боссьєр штату Луїзіана. Населення — 893 особи (2020).

## Географія
Плейн-Ділінг розташований за координатами 32°54′25″ пн. ш. 93°41′57″ зх. д. / 32.90694° пн. ш. 93.69917° зх. д. (32.907025, -93.699237).  За даними Бюро перепису населення США в 2010 році місто мало площу 4,10 км², з яких 4,09 км² — суходіл та 0,01 км² — водойми.

### Клімат
| Клімат : Плейн-Ділінг                                   | Клімат : Плейн-Ділінг | Клімат : Плейн-Ділінг | Клімат : Плейн-Ділінг | Клімат : Плейн-Ділінг | Клімат : Плейн-Ділінг | Клімат : Плейн-Ділінг | Клімат : Плейн-Ділінг | Клімат : Плейн-Ділінг | Клімат : Плейн-Ділінг | Клімат : Плейн-Ділінг | Клімат : Плейн-Ділінг | Клімат : Плейн-Ділінг | Клімат : Плейн-Ділінг |
| Показник                                                | Січ.                  | Лют.                  | Бер.                  | Квіт.                 | Трав.                 | Черв.                 | Лип.                  | Серп.                 | Вер.                  | Жовт.                 | Лист.                 | Груд.                 | Рік                   |
| Абсолютний максимум, °C                                 | 29,4                  | 32,8                  | 33,9                  | 35,0                  | 37,2                  | 42,2                  | 43,9                  | 45,6                  | 41,7                  | 39,4                  | 34,4                  | 28,9                  | 45,6                  |
| Середній максимум, °C                                   | 13,4                  | 15,6                  | 20,2                  | 24,7                  | 28,4                  | 32,6                  | 34,4                  | 34,6                  | 31,7                  | 26,3                  | 19,5                  | 14,6                  | 24,7                  |
| Середній мінімум, °C                                    | 1,2                   | 2,5                   | 6,3                   | 10,7                  | 15,3                  | 19,4                  | 21,2                  | 20,8                  | 17,6                  | 10,9                  | 5,4                   | 2,0                   | 11,2                  |
| Абсолютний мінімум, °C                                  | −20                   | −25,6                 | −10,6                 | −3,3                  | 1,7                   | 7,2                   | 11,1                  | 10,6                  | 2,2                   | −5,6                  | −11,7                 | −17,8                 | −25,6                 |
| Норма опадів, мм                                        | 111                   | 96                    | 117                   | 124                   | 118                   | 102                   | 107                   | 77                    | 76                    | 87                    | 108                   | 122                   | 1245                  |
| ------------------------------------------------------- | --------------------- | --------------------- | --------------------- | --------------------- | --------------------- | --------------------- | --------------------- | --------------------- | --------------------- | --------------------- | --------------------- | --------------------- | --------------------- |
| Джерело: https://wrcc.dri.edu/cgi-bin/cliMAIN.pl?la7344 |                       |                       |                       |                       |                       |                       |                       |                       |                       |                       |                       |                       |                       |

## Демографія
Згідно з переписом 2010 року, у місті мешкало 1015 осіб у 409 домогосподарствах у складі 269 родин. Густота населення становила 248 осіб/км².  Було 495 помешкань (121/км²).
Расовий склад населення:
| - 52,2 % — білих - 45,2 % — чорних або афроамериканців - 0,2 % — корінних американців |

До двох чи більше рас належало 1,6 %. Частка іспаномовних становила 0,8 % від усіх жителів.
За віковим діапазоном населення розподілялося таким чином: 22,0 % — особи молодші 18 років, 55,7 % — особи у віці 18—64 років, 22,3 % — особи у віці 65 років та старші. Медіана віку мешканця становила 45,0 року. На 100 осіб жіночої статі у місті припадало 82,2 чоловіків;  на 100 жінок у віці від 18 років та старших — 80,0 чоловіків також старших 18 років.
Середній дохід на одне домашнє господарство  становив 39 196 доларів США (медіана — 32 961), а середній дохід на одну сім'ю — 47 952 долари (медіана — 42 500). Медіана доходів становила 42 083 долари для чоловіків та 30 625 доларів для жінок. За межею бідності перебувало 37,4 % осіб, у тому числі 67,6 % дітей у віці до 18 років та 15,4 % осіб у віці 65 років та старших.
Цивільне працевлаштоване населення становило 358 осіб. Основні галузі зайнятості: освіта, охорона здоров'я та соціальна допомога — 32,1 %, мистецтво, розваги та відпочинок — 12,6 %, роздрібна торгівля — 9,8 %, публічна адміністрація — 9,5 %.